# Легањ (род)
Легањ (лат. Caprimulgus) велики је и широко распрострањени род легњева. То су средње величине птице са активношћу током ноћи и дугачким и зашиљеним крилима, кратким ногама и кљуном. Caprimulgus потиче од речи лат. capra, "коза дадиља" и глагола лат. mulgere, "мусти" и долази из старог мита да легањ сиса козе током ноћи.
Легњеви из рода Caprimulgus се срећу широм света и као и други легњеви, гнезде се на земљи. Најкативнији су у сумрак и пред свитање и хране се пре свега ноћним лептирима и осталим летећим ноћним инсектима.
Већина има мала стопала која се ретко користе за ходање и дугачка зашињена крила. Перје им је мекано и обојено камуфлажно па подсећају на кору стабла или опало лишће. Неке врсте, неуобичајено за птице, леже зуж гране, а не попреко. Ово помаже у њиховом прикривању током дана. Неке врсте су селице, а пошто је екологија целе породица непозната, разлози са сеобу су слабо познати.
Врсте из рода Caprimulgus имају релативно дуже кљунове и длачице око уста. Имају репетативно оглашавање које звучи јако механички.

## Врсте
- Смеђи легањ,
- Црвеноврати легањ,
- Индијски легањ,
- Сиви легањ, Caprimulgus jotaka (понекад се сматра подврстом C. indicusа)
- Палау легањ,
- Легањ, Caprimulgus europaeus
- Тамни легањ,
- Риђообрази легањ,
- Египатски легањ,
- Нубијски легањ,
- Сајксов легањ или синдски легањ,
- Централноазијски легањ,
- Златни легањ,
- Црнопери легањ
- Великорепи легањ,
- Андамански легањ, Caprimulgus andamanicus
- Месов легањ, Caprimulgus meesi
- Филипински легањ, Caprimulgus manillensis
- Сулавешки легањ, Caprimulgus celebensis
- Доналдсонов легањ, Caprimulgus donaldsoni
- Црнорамени легањ, Caprimulgus nigriscapularis
- Ватреноврати легањ, Caprimulgus pectoralis
- Планински легањ, Caprimulgus poliocephalus
- Рувензоријски легањ, Caprimulgus ruwenzorii
- Азијски легањ, Caprimulgus asiaticus
- Мадагаскарски легањ, Caprimulgus madagascariensis
- Мочварни легањ, Caprimulgus natalensis
- Етиопски легањ Caprimulgus solala
- Обични легањ, Caprimulgus inornatus
- Звездасти легањ, Caprimulgus stellatus
- Савански легањ, Caprimulgus affinis
- Пегави легањ, Caprimulgus tristigma
- Бонапартин легањ, Caprimulgus concretus
- Салвадоријев легањ, Caprimulgus pulchellus
- Пригожинов легањ, Caprimulgus prigoginei
- Бејтсов легањ, Caprimulgus batesi
- Дугорепи легањ, Caprimulgus climacurus
- Виткорепи легањ, Caprimulgus clarus
- Коцкасторепи легањ, Caprimulgus fossii
- Ластасти легањ, Caprimulgus hirundinaceus
- Дугопери легањ, Caprimulgus longipennis
- Заставичасти легањ, Caprimulgus vexillarius[а]